# Сигма Бой
«Си́гма Бой» — песня российских блогеров Betsy и Марии Янковской, выпущенная в октябре 2024 года. Композиция получила вирусное распространение в интернете благодаря ироничному переосмыслению образа «сигма-самца» в популярной культуре.

## Описание
Трек «Сигма Бой» представляет собой ироничное осмысление интернет-мема о «сигма-самце» — архетипе мужчины-одиночки, независимого от общественных норм. Если ранее к этому образу относили персонажей вроде Патрика Бэйтмена, Джона Уика или Тайлера Дёрдена, то в песне термин «сигма» обретает новый, менее возвышенный смысл.
Главный герой песни — популярный среди ровесниц подросток, которому, несмотря на внимание окружающих, не удаётся добиться расположения лирической героини. Таким образом, композиция демонстрирует, как интернет-мем превращается в элемент массовой поп-культуры, утрачивая изначальный философский подтекст.
Песня сыграла значимую роль в дальнейшем размытии понятия «сигма»: оно стало обозначать скорее социально успешного, но при этом заурядного подростка, чем мрачного одиночку с внутренним кодексом.

## История
Вышла 4 октября 2024 года на лейбле Rhymes Music. Стала известной во всём мире благодаря вирусной популярности в «Тиктоке», попав в чарты стриминговых сервисов Spotify и YouTube. На сервисе Spotify какое-то время возглавляла всемирный чарт Viral 50 Global.
Песню написал отец Betsy, композитор Михаил Чертищев, в соавторстве с рок-певцом Муккой.
19 октября 2024 года Бетси и Мария Янковская получили премию CTC Kids «СуперЛайкШоу» в номинации «Супертренд». Они также исполнили свою песню «Sigma Boy» на сцене во время церемонии награждения.

## Чарты
| Чарт (2024—2025)                                     | Позиция |
| ---------------------------------------------------- | ------- |
| Австрия (Ö3 Austria Top 40)                          | 73      |
| Чехия (Singles Digitál Top 100)                      | 30      |
| Германия (GfK)                                       | 56      |
| Швеция (Sverigetopplistan)                           | 89      |
| США (US Hot Dance/Pop Songs (Billboard)              | 7       |
| Великобритания (Official Video Streaming Chart, OCC) | 14      |

## Отзывы
Во время дебатов в Европарламенте немецкий евродепутат Нела Риль отметила, что популярная среди подростков песня «Сигма бой» «передаёт патриархальные и пророссийские взгляды на мир» и является «одним из примеров российского проникновения в популярный дискурс через социальные сети». В своём выступлении Нела Риль заявила, что Европейский союз должен пресечь «даже эти тонкие проникновения».
С инициативой запрета песни также выступили православные активисты из «Сорока сороков», которые, напротив, усмотрели в творчестве школьниц угрозу традиционным ценностям, а образ самих девочек сочли излишне «сексуализированным».
Центр противодействия дезинформации СНБО Украины обвинил песню «Сигма Бой» в пропаганде, заявив, что Россия использует песни как инструмент «мягкой силы».
В феврале 2025 года накануне празднования в России Дня защитника Отечества было опубликовано видео с перепетой Московским военным хором на армейский лад версией песни.